# 追龍II：賊王
《追龍II：賊王》（英語：Chasing the Dragon II: Wild Wild Bunch）是一部2019年香港動作犯罪片，由王晶和關智耀共同執導，王晶、呂冠南和陳健鴻編劇，黃銘健任動作設計，並由梁家輝、古天乐、林家棟、邱意濃及葉項明領銜主演；韋家雄、陳偉雄、黃竣鋒及王寶葆主演；任達華及杜江特別演出；余安安特別友情演出，于2019年6月6日上映。本片為2017年電影《追龍》的續作，而劇情上則與前作分別為獨立故事，本片故事改编自曾绑架李嘉诚長子李泽钜的“世纪悍匪”张子强的犯罪事迹。

## 故事簡介
高智商悍匪龍志強（梁家輝飾）趁著香港回歸、英國政府移交給中國之前的治安空窗期，綁架富商及其長子，開出10億天價贖金，富商的家人不信任警察進而沒有報警，反而付錢贖人。
為了打擊龍志強一夥，香港警方督察李強（任達華飾）派了曾任職重案組及爆炸品處理課的爆炸專家警長何天（古天樂飾），要他到廣東去結識龍志强好賭的弟弟龍志飛（葉項明飾），以臥底的身份潛入龍志強的犯罪集團。
為了捉拿龍志強歸案，何天必須取得他的信任，另一邊又要將犯罪團夥下一步的犯罪計劃秘密傳給李強；幾經危險波折，他終於確認龍志強的下個目標人物，但這似乎是龍故佈疑陣的試探，逐漸使何天陷入無法脫身的危機！
而龍志強為了下一個綁架目標——澳門富豪賀不凡（王敏德飾），想要何天製造炸彈為己所用。在本片片尾中國公安廣東省公安廳成功救出賀不凡，並在中國內地逮捕以及槍斃龍志強。

## 演員表
| 演員   | 角色     | 角色介紹 |
| 梁家輝 | 龍志強   | 綽號「大富豪」 高智商悍匪 歡迎何天加入團體，但已被博士警告何天的卧底身份，曾當着自己手下面前公佈何天為香港警方的臥底 本片開首交代龍氏先後綁架利志滔及霍炳祥並分別勒索利百川及霍太太，之後再绑架贺不凡并勒索其太太 在家中枪战后失去亲爱的兔兔，之後追捕博士和何天 後和博士及何天駕車在澳門馬路追逐火拼時被何天引至拱北海關關閘，再搶去裝滿贖金的麵包車駕駛至中國內地，更一度衝過警車，之後被公安狙擊手射穿車軚逼停了車輛 片尾在中國內地被廣東省公安廳公安以涉嫌綁架、勒索、非法拘禁及拒捕多項罪名拘捕，最終被判處死刑 原型為張子強 |
| 古天樂 | 何天     | 香港警方臥底 曾任職重案組及爆炸品處理課警長 在龍志強犯罪集團中擔任臥底期間化名何子揚，並負責管理及製作炸彈 四年前曾误杀博士的妻子 卧底的身份被博士拆穿 被龙志强逼迫穿上背心炸彈到賀家向贺太太勒索20億港元現金，並向賀家眾人在龍志強不知情情況下表明自己的香港警察身份，及暗中提供李強之手提電話號碼以讓賀家的人通知李強有關賀不凡被綁架一事，後來在他人協助下終以內窺鏡輔助成功拆弹除下炸彈背心 最终让中國內地廣東省公安廳公安逮捕龙志强，並在完成此臥底任務後向李強提出辭職，因為不想因工作而失去性命而不能與母親吃飯            |
| 任達華 | 李強     | 香港警方督察 何天的上司與臥底聯絡員，本片開首不久派何天以臥底身份潛入龍志強的犯罪集團搜集犯罪證據 一直與中國內地廣東省公安廳公安合作偵查龍志強犯罪集團，最終助廣東省公安廳成功逮捕龙志强 |
| 林家棟 | 博士     | 龍志強之手下 在龍志強犯罪集團中管理聯絡、通訊和竊聽等電子科技 四年前因妻子之死痛恨龍志飛，為了報仇而委身於龍志強 唯一知道何天身份，並向龍志強警告何天的卧底身份，並秘密與何天合作對付龍志強 先後槍殺龍志飛、兔兔、諸葛和嫦娥，更欲槍殺龍志強，只是因被兔兔阻止未能成功，正式與龍志強反目決裂 後和何天及龍志強駕車在澳門馬路追逐火拼時意外身亡 |
| 邱意濃 | 兔兔     | 龍志強之情人兼手下 犯罪集團中善於喬裝，性感誘人，曾經偽裝成澳門山頂醫院護士接觸賀不凡替他打針，後來身上更只穿一條性感T-back喱士內褲與賀不凡親熱並用迷藥迷暈賀氏助龍志強一伙綁架其以勒索賀的妻子 最後為了龍志強而被博士槍殺身亡 |
| 黃竣鋒 | 火爆     | 龍志強之手下 後在家中槍戰時被打傷，後被炸死 |
| 陳偉雄 | 神燈     | 龍志強手下 負責監視去賀家收贖金的何天，最後被澳門司警拘捕 |
| 韋家雄 | 諸葛     | 龍志強手下 嫦娥之情人 後被博士槍殺身亡 |
| 王寶葆 | 嫦娥     | 龍志強之手下 諸葛之情人 後被博士槍殺身亡 |
| 叶项明 | 龍志飛   | 龍志強之弟 為人嗜賭、愚蠢、好色經常闖禍 四年前間接害死博士妻子 後在家中槍戰時被炸傷，最終被博士連開多槍槍殺身亡以報博士妻子被其間接害死之仇 |
| 杜江   | 周隊長   | 廣東省公安廳刑偵隊長 |
| 文凱玲 | 博士妻子 | 四年前懷有身孕時被龍志飛以其為盾而被當時擔任警察的何天錯手槍殺身亡，一屍兩命 |
| 余安安 | Rebecca  | 大賀太，被龍志强派遣何天到賀家向她勒索在5小時集齊20億港元現金，威脅若報警就把賀不凡砍成九块；又被龍志強要脅把所有現金搬進賀家，及如果龍志強見到任何可疑人物進出賀家的話就把賀不凡手指逐根砍下讓賀氏以後不能再揑牌 |
| 張慧儀 | 二賀太   | |
| 孟瑤   | 三賀太   | |
| 王敏德 | 賀不凡   | 澳門富豪，被偽裝成護士的兔兔吸引，後來見兔兔身上只穿一條性感T-back喱士內褲更與她親熱，之後被兔兔用迷藥迷暈再被龍志強一伙綁架以勒索其妻子 被綁架後一直被藏在竹灣別墅內，最後獲救 原型為何鸿燊 |
| 秦煌   | 馬空騰   | 澳門富豪 龍志強以其為目標，實為誤導何天，使澳門司警把集中人手保護其，令龍志強可以對賀不凡下手。實際上不是龍志強綁架目標，最後沒有被綁架 原型為馬化騰 |
| 何浩文 | 賀家偉   | 賀不凡及Rebecca之子 |
| 曹世平 | 利百川   | 原型為李嘉誠 |
| 王天龍 | 利志滔   | 原型為李澤鉅 |
| 劉道民 | 霍炳祥   | 原型為郭炳湘 |
| 莊思敏 | 霍太太   | 霍炳祥太太 原型為郭炳湘太太李天穎 |
| 程可為 | 何天之母 | |
| 羅永昌 | 阿九     | |

## 票房
中国大陆票房3.09亿元人民币，香港票房為915萬港幣列香港華語片年度第十一位。

## 外部連結
- 追龍II：賊王的Facebook專頁
- 香港影庫上《追龍II：賊王》的資料（繁體中文）
- 豆瓣电影上《追龍II：賊王》的資料 （简体中文）
- 时光网上《追龍II：賊王》的資料（简体中文）
- 互联网电影数据库（IMDb）上《追龍II：賊王》的资料（英文）